# Gete Wami
Getenesh "Gete" Wami (Debre Berhan, 11 de dezembro de 1974) é uma fundista etíope, especializada em provas de pista e maratonas.
Participou pela primeira vez dos Jogos Olímpicos em Atlanta 1996, quando conquistou a medalha de bronze nos 10.000 metros. Neste mesmo ano, foi campeã mundial de cross-country em Stellenbosch, na África do Sul, na distância de 8 km. Três anos depois, em Sevilha, Espanha, teve sua primeira conquista grande internacional ao ganhar a medalha de ouro nos 10.000 m do Campeonato Mundial de Atletismo de 1999. Seu tempo nesta prova – 30:24 – foi o novo recorde africano e do Mundial. Em Sydney 2000, foi prata nos 10.000 m e bronze nos 5.000 metros. No ano seguinte, foi bronze em mais um Campeonato Mundial, Edmonton 2001, nos 10.000 m.
Estreou em maratonas em 2002, vencendo a Maratona de Amsterdam. Em 2006 e 2007 foi bicampeã da Maratona de Berlim e ao fim deste último ano, depois de um segundo lugar na Maratona de Nova York, conquistou o título da World Marathon Majors e um prêmio de US$500.000.
Em Pequim 2008, participou pela última vez dos Jogos Olímpicos, na maratona, mas não conseguiu terminar a prova. Sua melhor marca da carreira na distância – 2:21:34 – foi conseguida na vitória em Berlim em 2006. Nos 10.000m tem a melhor marca de 30:22, quando conquistou a prata nos Jogos de Sydney.